# Whine Up
Whine Up è il singolo di debutto della cantante statunitense Kat DeLuna. Il singolo è stato pubblicato il 15 maggio 2007 negli Stati Uniti e in Canada. È stata la colonna sonora ufficiale di Summerslam 2007, evento della WWE, la più importante federazione di wrestling nel mondo.

## Tracce
- Singolo promozionale

1. "Whine Up" (versione inglese) – 3:25
2. "Whine Up" (versione inglese a cappella) – 3:23
3. "Whine Up" (versione strumentale) – 3:28
4. "Whine Up" (versione spagnola) – 3:41
5. "Whine Up" (versione spagnola a capella) – 3:38

- Cd singolo tedesco

1. "Whine Up" (versione inglese) – 3:25
2. "Whine Up" (Johnny Vicious Club Drama Mix)

- Cd Maxi tedesco

1. "Whine Up" (versione inglese)
2. "Whine Up" (Johnny Vicious Radio Mix)
3. "Whine Up" (Johnny Vicious Club Drama Mix)
4. "Whine Up" (versione inglese video)

## Cronologia uscita
| Nazione     | Data             | Formato                       | Etichetta    |
| ----------- | ---------------- | ----------------------------- | ------------ |
| Stati Uniti | 1º maggio 2007   | Download digitale             | Epic Records |
| Stati Uniti | 15 maggio 2007   | Radio                         | Epic Records |
| Canada      | 1º maggio 2007   | Download digitale             | Epic Records |
| Canada      | 15 maggio 2007   | Radio                         | Epic Records |
| Francia     | 26 novembre 2007 | CD singolo, Download digitale | Epic Records |
| Germania    | 30 maggio 2008   | CD singolo, Download digitale | Sony BMG     |
| Germania    | 20 giugno 2008   | CD Maxi                       | Sony BMG     |

## Andamento in classifica
La canzone è stata mandata in onda nelle radio cittadine americane il 15 maggio 2007. Ha debuttato alla posizione 24 della U.S. Billboard Bubbling Under Hot 100. La posizione massima raggiunta negli Stati Uniti è la 29 della Billboard Hot 100.
La canzone ha raggiunto la posizione 9 nella classifica dei singoli francese.

## Classifiche
| Classifica (2007 / 2008)           | Posizione massima |
| ---------------------------------- | ----------------- |
| Australian ARIA Singles Chart      | 18                |
| Austrian Singles Chart             | 65                |
| Belgian Singles Chart              | 6                 |
| Bulgarian National Top 40          | 7                 |
| Canadian Hot 100                   | 15                |
| Chile Top 100                      | 1                 |
| Euro 200                           | 44                |
| French Singles Charts              | 9                 |
| German Singles Chart               | 24                |
| Dutch Charts                       | 51                |
| Peru Top 100                       | 21                |
| Portuguese Singles Charts          | 6                 |
| Romanian Singles Chart             | 4                 |
| Swiss Singles Chart                | 49                |
| Thailand Singles Chart             | 1                 |
| U.S. Billboard Hot Dance Club Play | 1                 |
| U.S. Billboard Hot 100             | 29                |
| U.S. Billboard Hot Latin Songs     | 43                |
| U.S. Billboard Pop 100             | 17                |